# Costantino Colomanno
Costantino Colomanno (tra il 1137 e il 1145 – 1173) è stato un funzionario e generale bizantino, governatore della Cilicia.

## Biografia
Costantino era il figlio maggiore di Boris Colomanno (un pretendente al trono del Regno d'Ungheria) e di sua moglie, Anna Doukaina (una parente dell'imperatore bizantino Giovanni II Comneno). 
La sua nonna paterna, Eufemia era stata sorpresa in adulterio dal marito, re Colomanno d'Ungheria che quindi non aveva riconosciuto il figlio (il padre di Costantino) come suo.
Nel 1163, l'imperatore Manuele I Comneno nominò Costantino alla carica di governatore della Cilicia, una provincia dell'Impero le cui fortezze erano state appena occupate dal Principe armeno Thoros II. 
Lui arrivò con un forte contingente di truppe e il principe Thoros dovette ritirarsi sulle montagne. 
La Principessa Costanza d'Antiochia, che desiderava mantenere il suo potere contro il figlio, Boemondo III di Antiochia, che aveva raggiunto l'età per governare, fece appello a Costantino per aiuti militari, ma la notizia del suo appello provocò una sommossa ad Antiochia che la costrinse all'esilio.
Poco dopo, Costantino e il principe Boemondo III condussero insieme le loro truppe contro gli eserciti di Nur ad-Din che aveva messo sotto assedio il Krak des Chevaliers, una fortezza nella Contea di Tripoli;
dopo una breve battaglia, nella quale Costantino e le sue truppe si distinsero particolarmente, Nur ad-Din fuggì in disordine a Homs.
Nell'estate del 1164, Nur ad-Din assediò la fortezza di Harim nel Principato di Antiochia. Su richiesta del principe Boemondo, Costantino andò in suo aiuto con le sue truppe e alla notizia del loro arrivo, Nur ad-Din tolse l'assedio. 
Mentre si stava ritirando le forze cristiane lo inseguirono, i loro eserciti entrarono in contatto il 10 agosto; la battaglia che ne seguì fu un disastro per i cristiani: i loro capi (tra i quali Costantino) furono catturati e portati a Aleppo. 
Tuttavia, Nur ad-Din era così ansioso di non offendere l'Impero bizantino che liberò Costantino quasi subito (1166), in cambio di centocinquanta vesti di seta.
Durante la sua prigionia, la Cilicia fu governata da Alessio Axuch e poi da Andronico Comneno che sedusse Filippa, la bella sorella del principe Boemondo III. Quando Costantino fu liberato l'imperatore Manuele I Comneno lo rimise al suo posto e richiamò Andronico
Costantino ricevette anche l'ordine di recarsi ad Antiochia per cercare di conquistare l'affetto di Filippa, ma lui non ci riuscì.
Nel 1170 il principe armeno Mleh, con l'aiuto di Nur ad-Din, invase la provincia bizantina della Cilicia e prese Mopsuestia, Adana e Tarso dalle loro gurnigioni. 
Costantino poté riccupare i territori perduti con l'aiuto del Re Amalrico I di Gerusalemme e del principe Boemondo III, ma un anno dopo fu catturato dal principe Mleh.